# 염 (성씨)
염(廉, 閻)씨는 한국의 성씨이다.

## 청렴할 렴 廉
염(廉)씨는 조(趙)나라 장군인 염파(廉頗)가 있다.
한국 염(廉)씨의 득성조(得姓祖)인 염사치(廉斯鑡)는 마한(馬韓)의 소국(小國)으로 추정되는 염사(廉斯)의 수장(首長)이다. 『삼국지(三國志)』 위서 동이전 한전 마한조(魏書 東夷傳 韓傳 馬韓條)에 인용된 『위략(魏略)』에 우거수(右渠帥) 염사치(廉斯鑡)가 낙랑군(樂浪郡)에 귀화하여 성씨와 관모(冠帽) 및 전택(田宅)을 하사 받았다고 기록되어 있다. 
염(廉)씨는 2015년 대한민국 통계청에서 69,387명으로 조사되어 한국의 성씨 인구 60위이다.

### 파주 염씨
파주 염씨(坡州 廉氏)는 경기도 파주시를 본관으로 한다. 시조 염형명(廉邢明)은 고려 태조 왕건의 후삼국 통일에 공을 세워 삼한벽상공신(三韓壁上功臣)에 책봉되고 대사도(大司徒)를 지냈다.
2세 염위(廉位)가 군기승(軍器丞), 3세 염가칭(廉可偁)이 병마사(兵馬使), 4세 염현(廉顯)이 우보궐(右補闕), 5세 염한(廉漢)이 병부상서, 6세 염덕방(廉德方) 태부소경(太府少卿), 7세 염신약(廉信若)이 정당문학(政堂文學)에 오르면서 고려시대에 문벌 귀족으로 성장하였다.
12세 염승익(廉承益)이 고려 충렬왕 때 흥법좌리공신(興法佐理功臣)에 봉해지고, 도첨의중찬(都僉議中贊)으로 치사(致仕)하였다.
염승익의 손자인 14세 염제신(廉悌臣. 1304년 ~ 1382년)이 고려 공민왕 때 문하시중(門下侍中)에 오르고, 곡성부원군(曲城府院君)에 책봉되었다. 염제신의 딸은 공민왕비 신비 염씨(愼妃廉氏)이다.
염제신(廉悌臣)의 맏아들 염국보(廉國寶)가 안렴사(按廉使)를 지낸 후 서성군(瑞城君)에 봉해졌고, 둘째 아들 염흥방(廉興邦)도 서성군(瑞城君)에 봉해진 후 삼사좌사(三司左使)를 지냈으며, 셋째 아들 염정수(廉廷秀)는 대제학(大提學)에 이르렀다.
2015년 인구는 63,350명다. 

### 용담 염씨
용담 염씨(龍潭廉氏)는 경기도 여주시 산북면 용담리를 본관으로 한다.
통훈대부(通訓大夫) 훈도(訓導)를 지낸 염윤형(廉閏亨)의 아들 염호(廉湖)가 부봉사(副奉事)로서 1546년(명종 1) 식년시(式年試) 역과에 급제하였다. 용담 염씨는 조선시대 무과 급제자 11명을 배출하였고, 진사시 합격자로는 염병호(廉炳鎬)가 있다.
조선 제25대 왕 철종(哲宗)의 생모가 용성부대부인 염씨(龍城府大夫人 廉氏)이다.
용담 염씨의 현대 인물로는 고려대학교 총장 염재호(廉載鎬), 포항공과대학교 부총장을 지낸 염영일(廉榮一) 등이 있다. 2015년 인구는 2,715명이다.

## 마을 염 閻
염(閻)씨는 주나라 계통이라고 한다.
『삼국사기』에 무주(武州; 현 광주광역시) 출신의 염장(閻長)이 신무왕 즉위에 공을 세워 무주별가(武州別駕)가 되었고, 청해진에서 장보고의 반란을 평정한 공으로 아간(阿干)에 올랐다고 기록되어 있다.
『고려사』에 염장(閻萇)이 918년(고려(高麗) 태조(太祖) 원년) 의형대령(義形臺令)으로 임명되었다고 기록되어 있다.
염(閻)씨는 2015년 대한민국 통계청 인구조사에서 24명으로 조사되었다.

## 기타
염지(念之)는 조선시대 한국에 귀화한 항왜이다. 정유재란 무렵 항왜들은 조선에서 성을 사성받거나, 새로운 성을 취하는 경우가 있었다. 염(念)씨는 현재는 존재하지 않는 성이다.

## 인물
- 염파(廉頗) - 조나라 장군
- 염사치(廉斯鑡)는 진한(辰韓)의 우거수(右渠帥)이다.
- 염종(廉宗)은 신라 선덕여왕 때 진골이다.
- 염장(廉長)은 신라 진덕여왕 때 진골이다.
- 염장(閻長)은 신라 신무왕 재위시의 장수이다.
- 염거(廉居)는 신라 문성왕 때 고승이다.
- 염장(閻萇)은 고려 태조 때 의형대령(義刑臺令)이다.
- 염상(廉湘)은 고려 개국공신이다.
- 염신약
- 염제신
- 염흥방